# ノー・サブスティテューションズ〜ライヴ・イン・大阪
『ノー・サブスティテューションズ〜ライヴ・イン・大阪』（No Substitutions: Live in Osaka）は、アメリカ合衆国のギタリスト、ラリー・カールトンとスティーヴ・ルカサーが1998年11月に録音し、2001年に連名で発表したライブ・アルバム。

## 背景
カールトンとルカサーは、1998年11月2日から23日にかけて名古屋ボトムライン、ブルーノート福岡、ブルーノート東京、ブルーノート大阪、島根県民会館を回る日本ツアーを行い、本作には大阪公演の模様が収録された。ルカサーはカールトンに関して、ジミ・ヘンドリックスと並び自分の人生を大きく変えたギタリストだと公言しており、とりわけスティーリー・ダンのアルバム『幻想の摩天楼』におけるカールトンの演奏に衝撃を受けたという。本作はスティーヴ・ヴァイが創設したレーベル「フェイヴァード・ネイションズ」から発売され、ヴァイは共同プロデュースおよびミキシングにも貢献した。
「パンプ」は、ジェフ・ベックがアルバム『ゼア・アンド・バック』（1980年）で発表した曲のカヴァーである。「オール・ブルース」はマイルス・デイヴィスのカヴァーで、カールトンは過去のライブ・アルバム『ラスト・ナイト』でも同曲を取り上げている。本作に収録されたカールトンのオリジナル曲「ドント・ギヴ・イット・アップ」、「オンリー・イエスタデイ」、「ルーム335」は、いずれも1978年のアルバム『夜の彷徨』（原題：Larry Carlton）からの選曲である。

## 反響・評価
アメリカでは『ビルボード』のコンテンポラリー・ジャズ・アルバム・チャートで14位に達した。第44回グラミー賞では、本作が最優秀ポップ・インストゥルメンタル・アルバムを受賞し、収録曲「ルーム335」は最優秀ポップ・インストゥルメンタル・パフォーマンス賞にノミネートされた。
Greg Pratoはオールミュージックにおいて5点満点中4点を付け「14分を超える"The Pump"と"All Blues"、そしてアルバムを締めくくるカールトンの名曲"Room 335"を筆頭に、期待通り、それぞれのプレイヤーの持ち味がたっぷり披露されている」と評している。

## 収録曲
特記なき楽曲はラリー・カールトン作曲。
1. パンプ "The Pump" (Tony Hymas, Simon Phillips) - 14:28
2. ドント・ギヴ・イット・アップ "Don't Give It Up" - 6:38
3. オンリー・イエスタデイ "(It Was) Only Yesterday" - 12:09
4. オール・ブルース "All Blues" (Miles Davis) - 14:06
5. ルーム335 "Room 335" - 4:58

## 参加ミュージシャン
- ラリー・カールトン - ギター（左チャンネル）[3]
- スティーヴ・ルカサー - ギター（右チャンネル）[3]
- リック・ジャクソン - キーボード
- クリス・ケント - エレクトリックベース
- グレッグ・ビソネット - ドラムス